# Claude Nigon
Pour les articles homonymes, voir Nigon.
Claude Roger Nigon, né le 28 décembre 1928 à Bâle (Suisse) et mort le 30 janvier 1994 dans la même ville, est un escrimeur français ayant comme arme l'épée.

## Carrière
Claude Nigon participe aux épreuves d'épée individuelle et par équipe à Helsinki durant les Jeux olympiques d'été de 1952, s'arrêtant au stade des quarts de finale dans les deux compétitions. Il participe au concours d'épée par équipe lors des Jeux olympiques d'été de 1956 à Melbourne et décroche la médaille de bronze.